# Sídliště Dr. Horákové
Sídliště Dr. Horákové (do roku 1990 Gottwaldův prospekt, hovorově Gotwalďák) je panelové sídliště nacházející se v jihočeském Písku, konkrétně mezi ulicemi Harantova, Budějovická, Zborovská a Roháčova. Jedná se o nejstarší písecké panelové sídliště, jehož výstavba začala na počátku 60. let 20. století. Na sídlišti se nachází základní škola, samoobsluha a dům služeb. Od roku 2020 je plánována revitalizace sídliště, autorkou studie je místní rodačka architektka Eva Svinteková.

## Popis
Sídliště Dr. Horákové se nachází na Budějovickém předměstí v jihočeském Písku. Je ohraničeno zhruba ulicemi Harantova, Dr. Horákové, Budějovická, Šobrova, Zborovská, 17. listopadu a Holečkova.

## Galerie

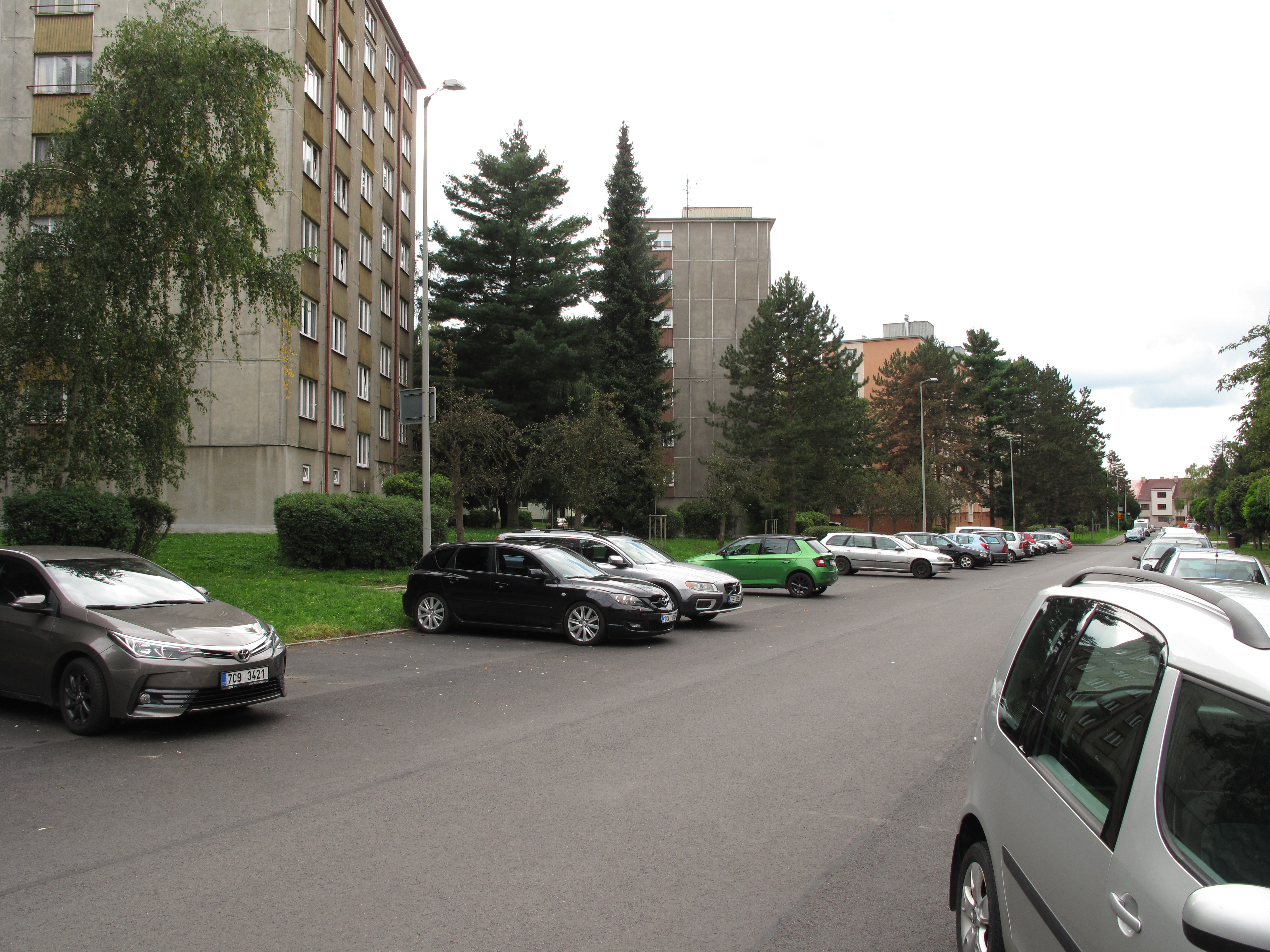
Ulice Dr. Horákové
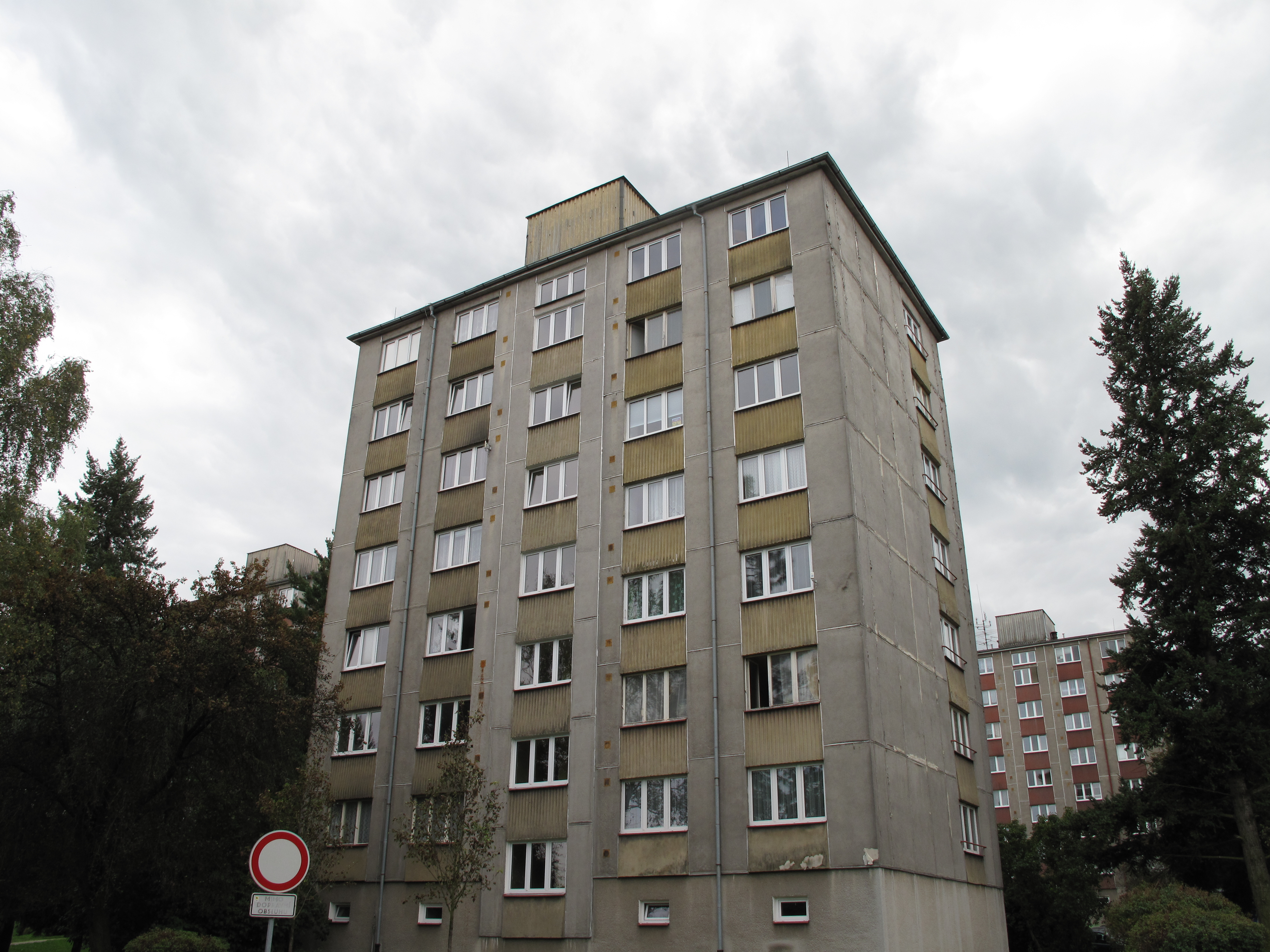
Věžák z 60. let
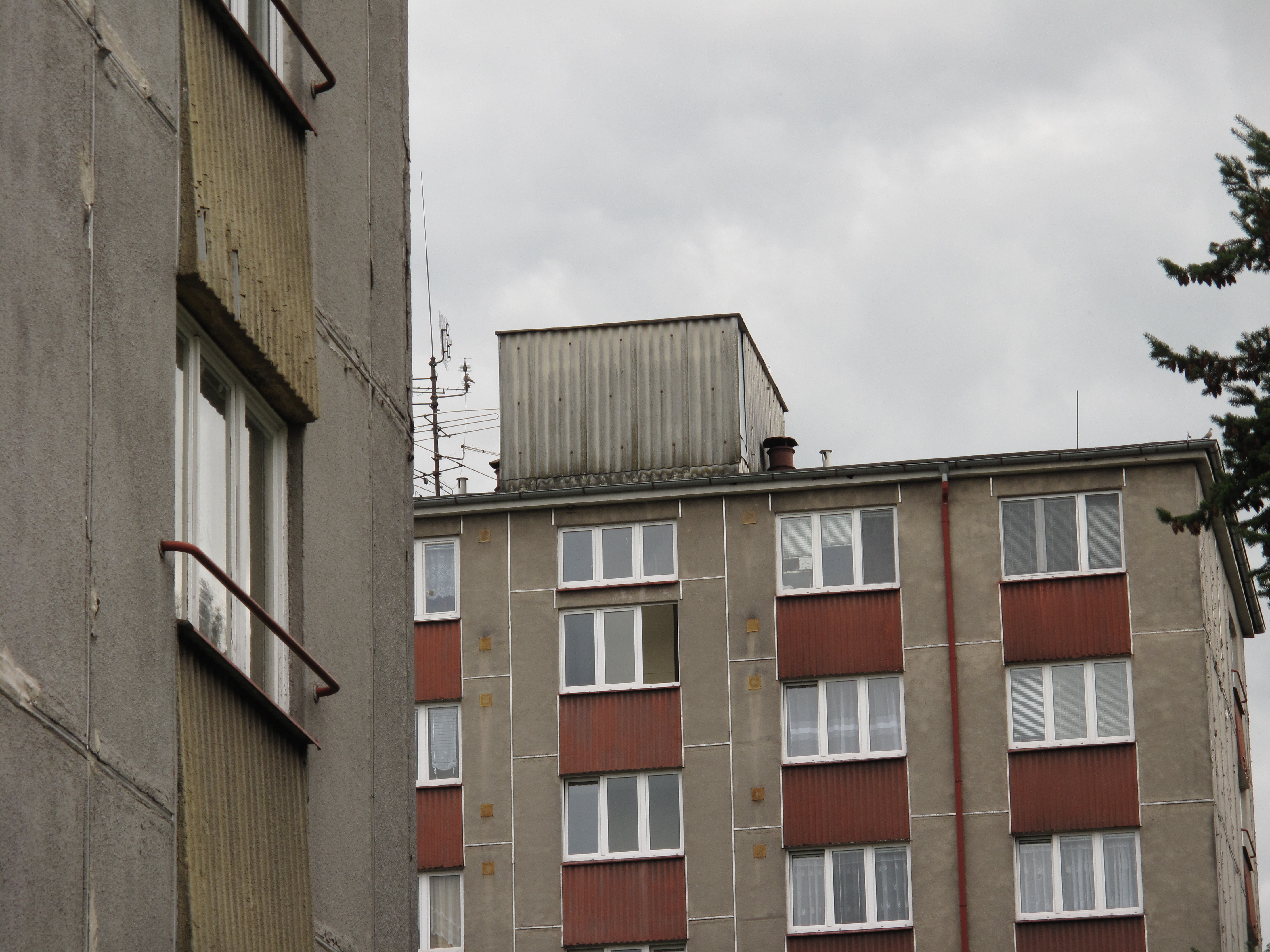
Detail věžáku z 60. let
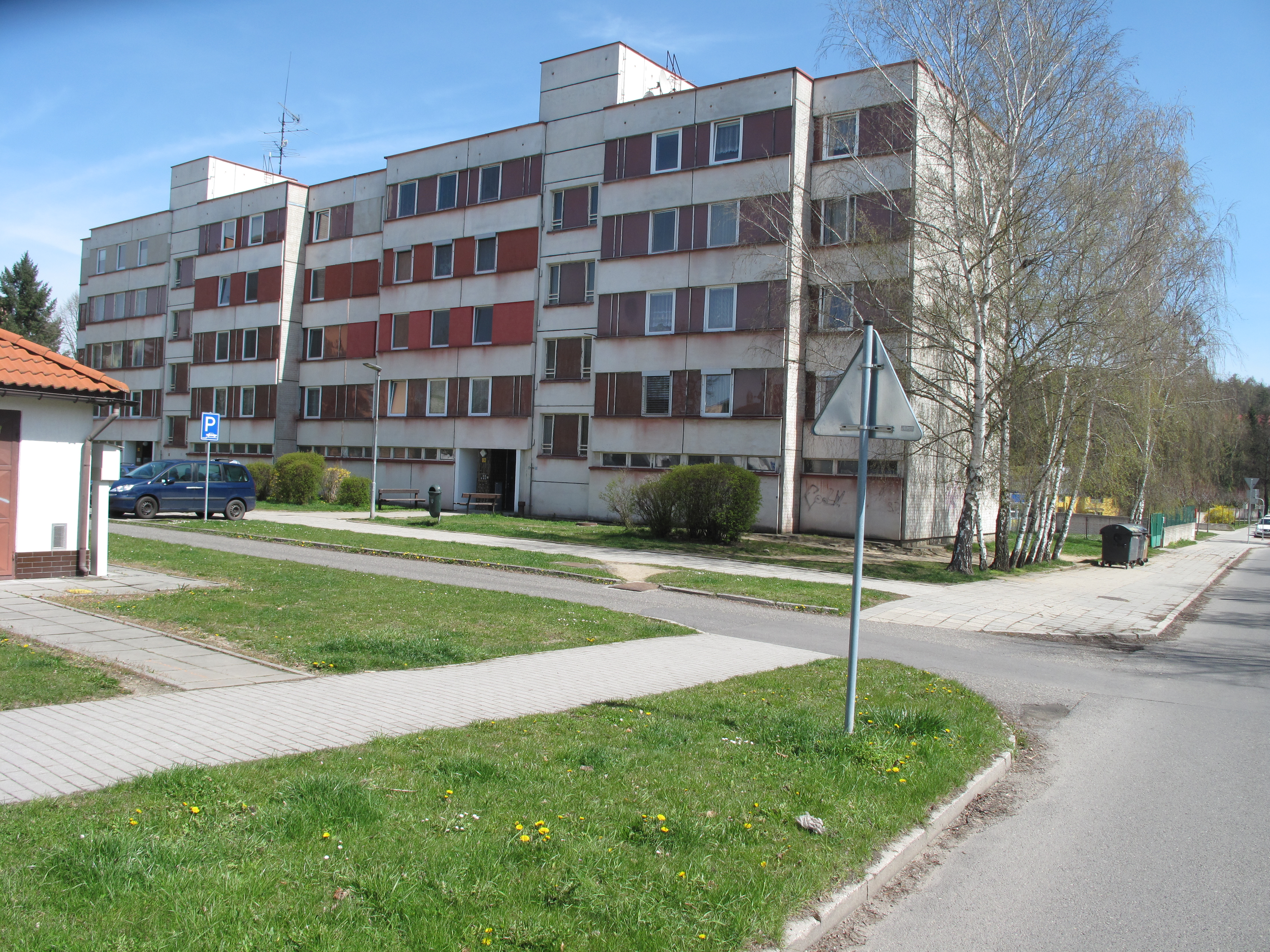
Jiný starší panelák
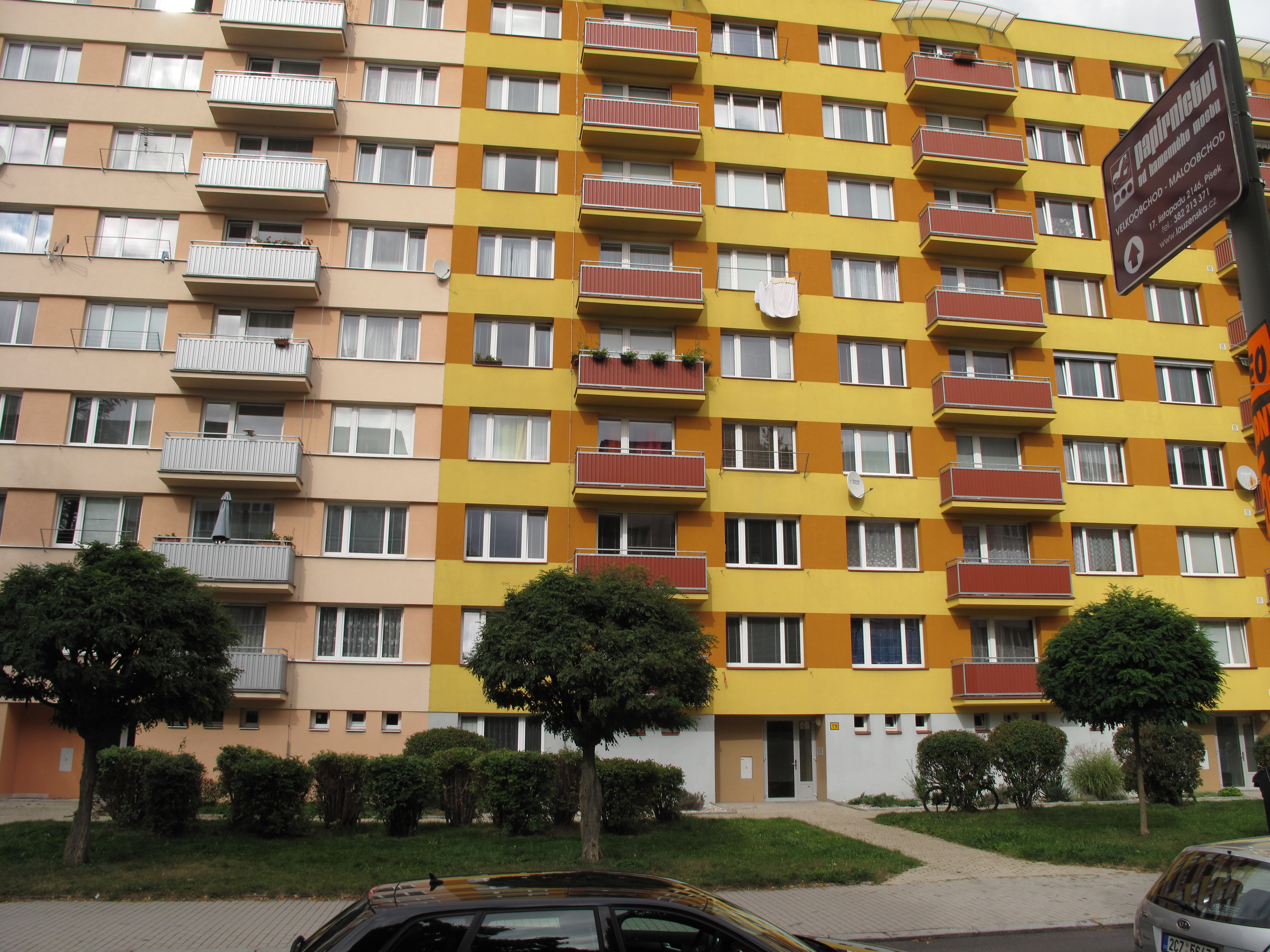
Nově opravené a natřené paneláky
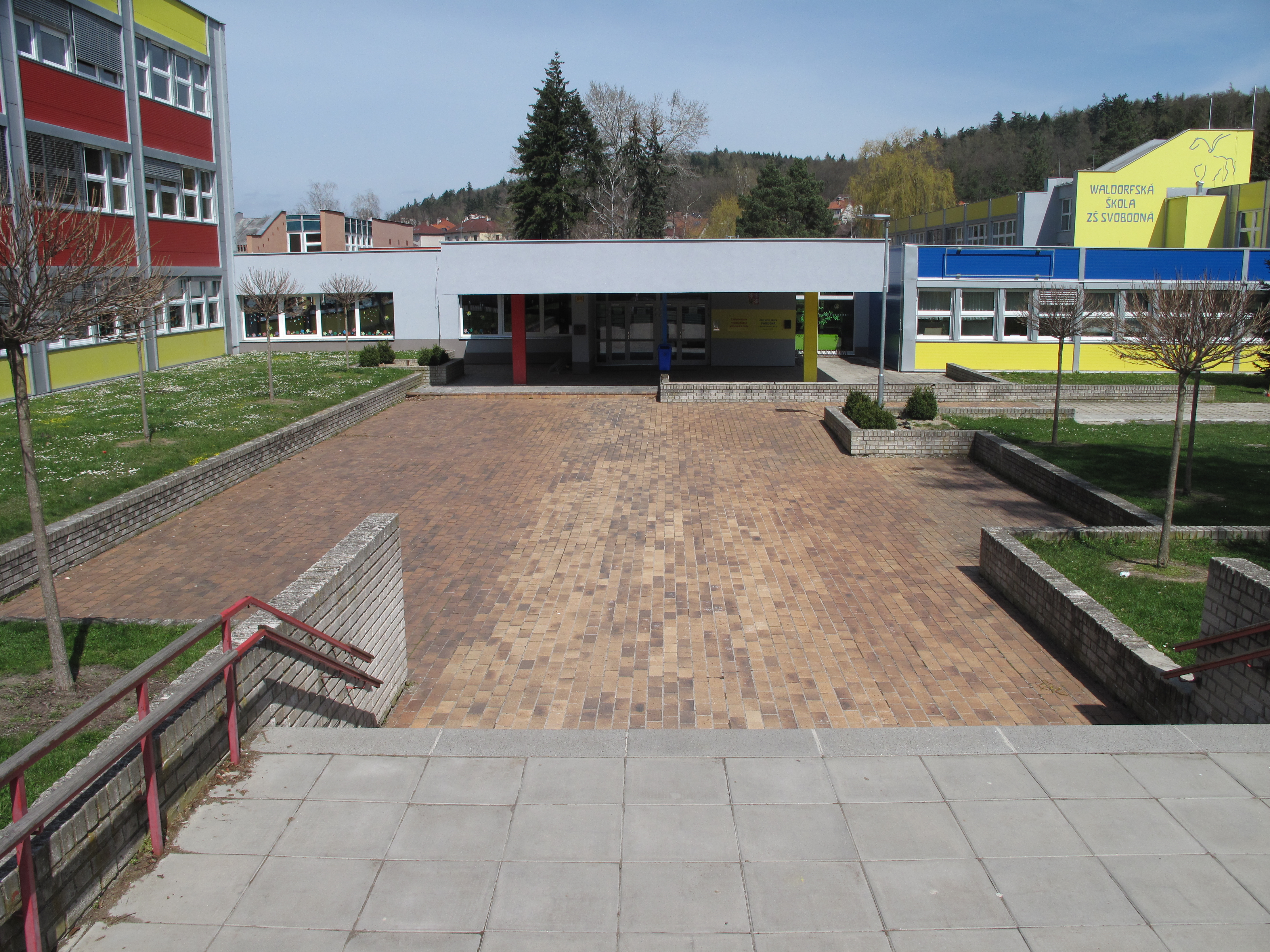
Základní škola Tomáše Šobra – vstup
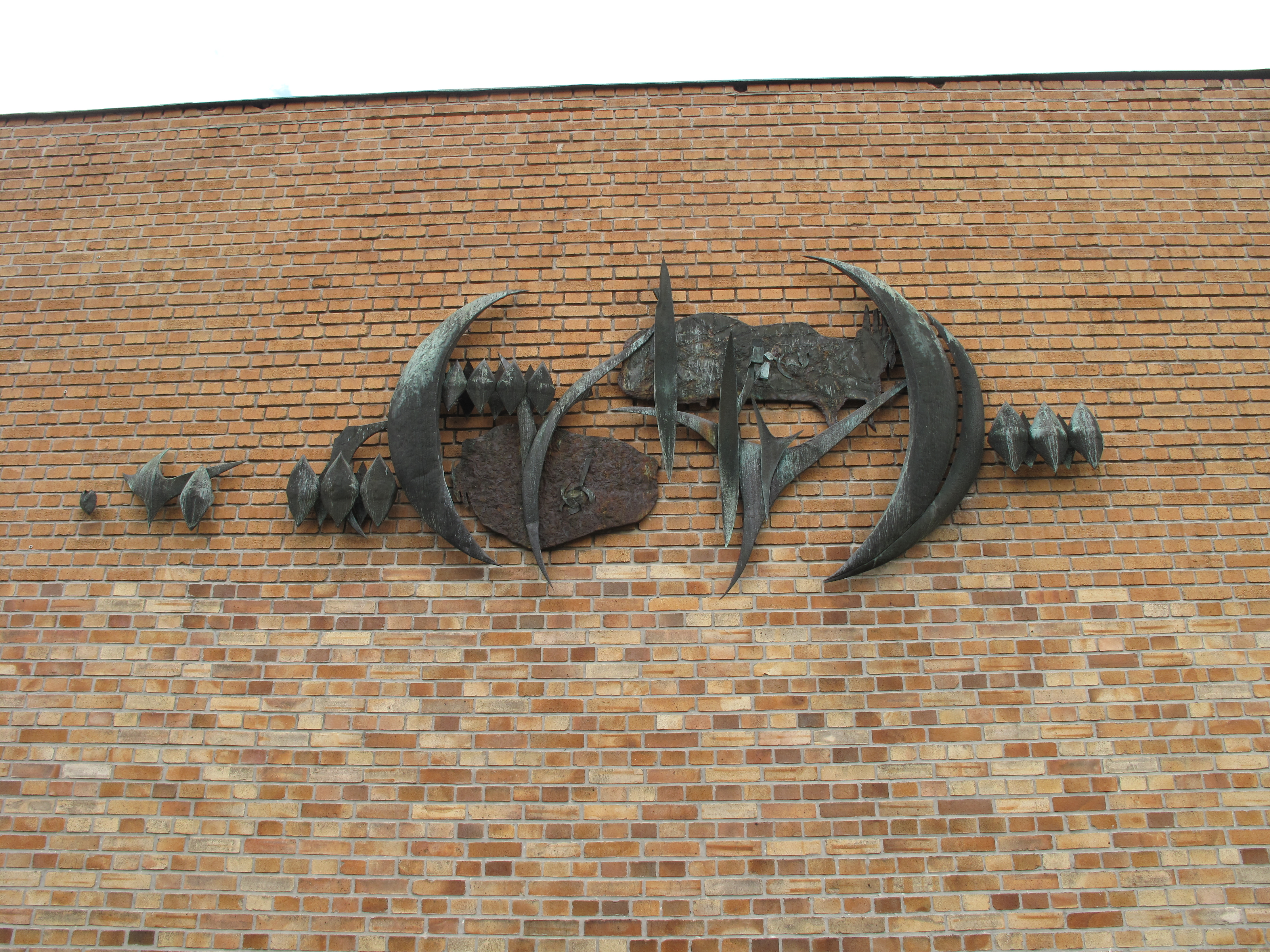
Plastika Lekníny od Jiřího Prachaře na fasádě samoobsluhy